# Nothria abyssia
Nothria abyssia är en ringmaskart som beskrevs av Kucheruk 1978. Nothria abyssia ingår i släktet Nothria och familjen Onuphidae.
Artens utbredningsområde är havet kring Nya Zeeland. Inga underarter finns listade i Catalogue of Life.